# Брендлер, Эдуард
Франц Фридрих Эдуард Брендлер (4 ноября 1800, Дрезден, курфюршество Саксония — 16 августа 1831, Стокгольм, Швеция) — шведский композитор, музыкант-флейтист эпохи романтизма.

## Биография
Немецкого происхождения. Родился в Германии в семье музыканта. Когда Эдуарду был всего год, семья переехала в Швецию, где его отец занял должность в Королевском придворном оркестре в Стокгольме.
В возрасте 10 лет Эдуард выступил в качестве солиста-флейтиста в нескольких благотворительных концертах, данных Королевским придворным оркестром в пользу его матери.
Молодой Брендлер проявил необычайный талант в области музыки и в 1823 году отправился в Стокгольм, где приобрёл хорошую репутацию флейтиста, давал там уроки музыки и сам изучал теорию музыки. На больших концертах аккомпанировал придворному оркестру, познакомился со шведским наследным принцем Оскаром.
Написал вариации для трёх фаготов и оркестра, хоровые произведения с оркестром, сочинения для голоса соло и оркестра, мелодраму «Смерть Спарса», фортепианные пьесы и песни. Кроме того, он автор музыки к опере «Рино, или Странствующий рыцарь» Бернхарда фон Бескова, которая была закончена наследным принцем Оскаром, впоследствии королём Швеции, премьера которой состоялась 16 мая 1834 года в Стокгольме.
Как композитор Брендлер находился под влиянием композитора Луи Шпора.
Эдуард Брендлер умер в 1831 году вскоре после принятия его в Шведскую королевскую музыкальную академию.